# Marsas (Hautes-Pyrénées)
Marsas ist eine französische Gemeinde mit 65 Einwohnern (Stand 1. Januar 2022) im Département Hautes-Pyrénées in der Region Okzitanien (vor 2016: Midi-Pyrénées). Sie gehört zum Arrondissement Bagnères-de-Bigorre und zum Kanton La Vallée de l’Arros et des Baïses.
Die Einwohner werden Marsacais und Marsacaises genannt.

## Geographie
Marsas liegt circa sechs Kilometer östlich von Bagnères-de-Bigorre in dessen Einzugsbereich (Aire urbaine) in der historischen Grafschaft Bigorre.
Umgeben wird Marsas von den vier Nachbargemeinden:
| Lies |                                             | Fréchendets |
|      | Kompassrose, die auf Nachbargemeinden zeigt |             |
| Asté |                                             | Banios      |

## Einwohnerentwicklung
Nach Beginn der Aufzeichnungen stieg die Einwohnerzahl bis zur ersten Hälfte des 19. Jahrhunderts auf einen Höchststand von rund 210. In der Folgezeit sank die Größe der Gemeinde bei kurzen Erholungsphasen bis zu den 1980er Jahren auf ihren tiefsten Wert von rund 30 Einwohnern, bevor eine Wachstumsphase einsetzte, die bis heute anhält.
| Jahr      | 1962 | 1968 | 1975 | 1982 | 1990 | 1999 | 2006 | 2011 | 2022 |
| --------- | ---- | ---- | ---- | ---- | ---- | ---- | ---- | ---- | ---- |
| Einwohner | 70   | 33   | 33   | 31   | 34   | 44   | 58   | 71   | 65   |

## Sehenswürdigkeiten
- Pfarrkirche de l’Assomption (Mariä Himmelfahrt)

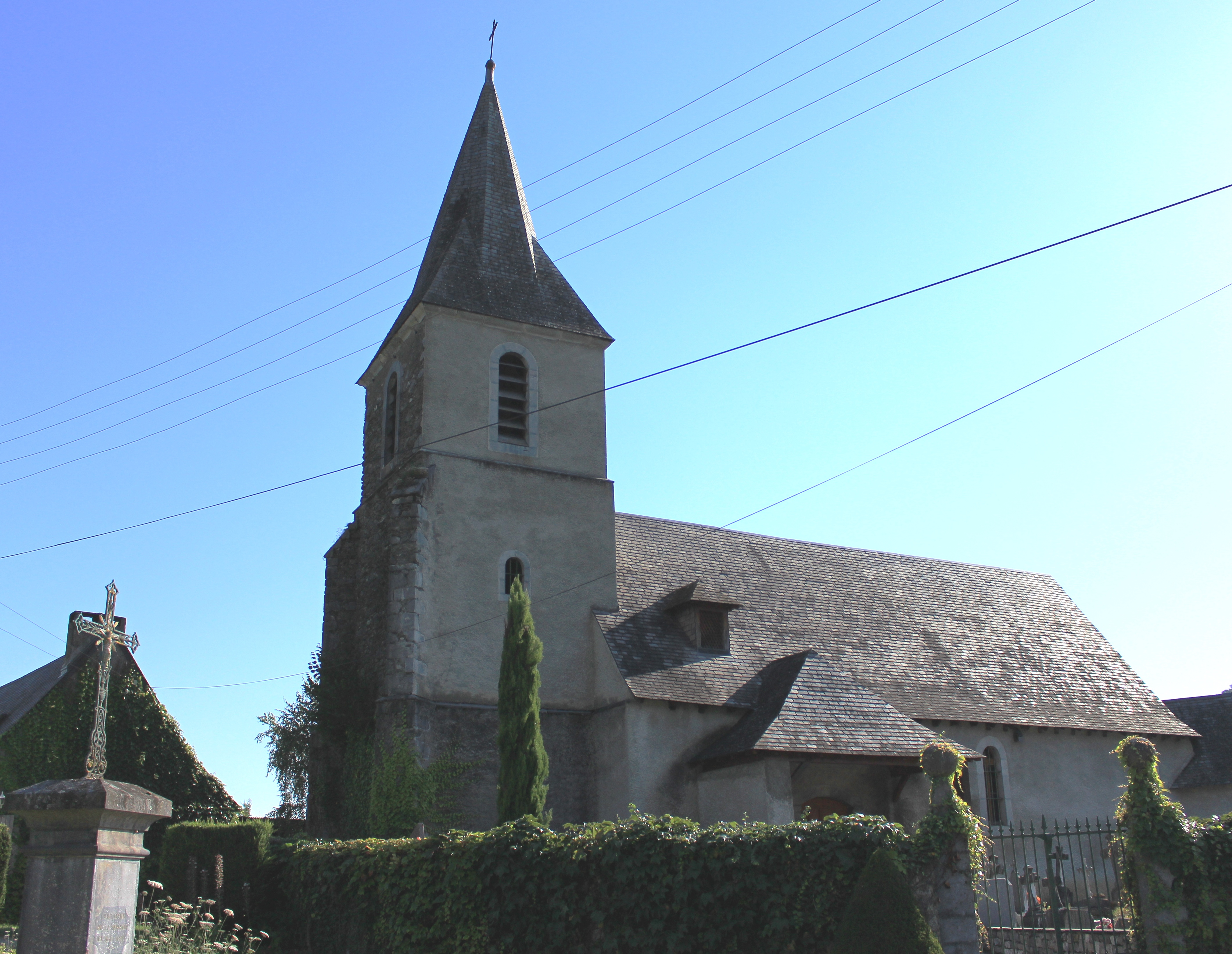
Kirche Mariä Himmelfahrt
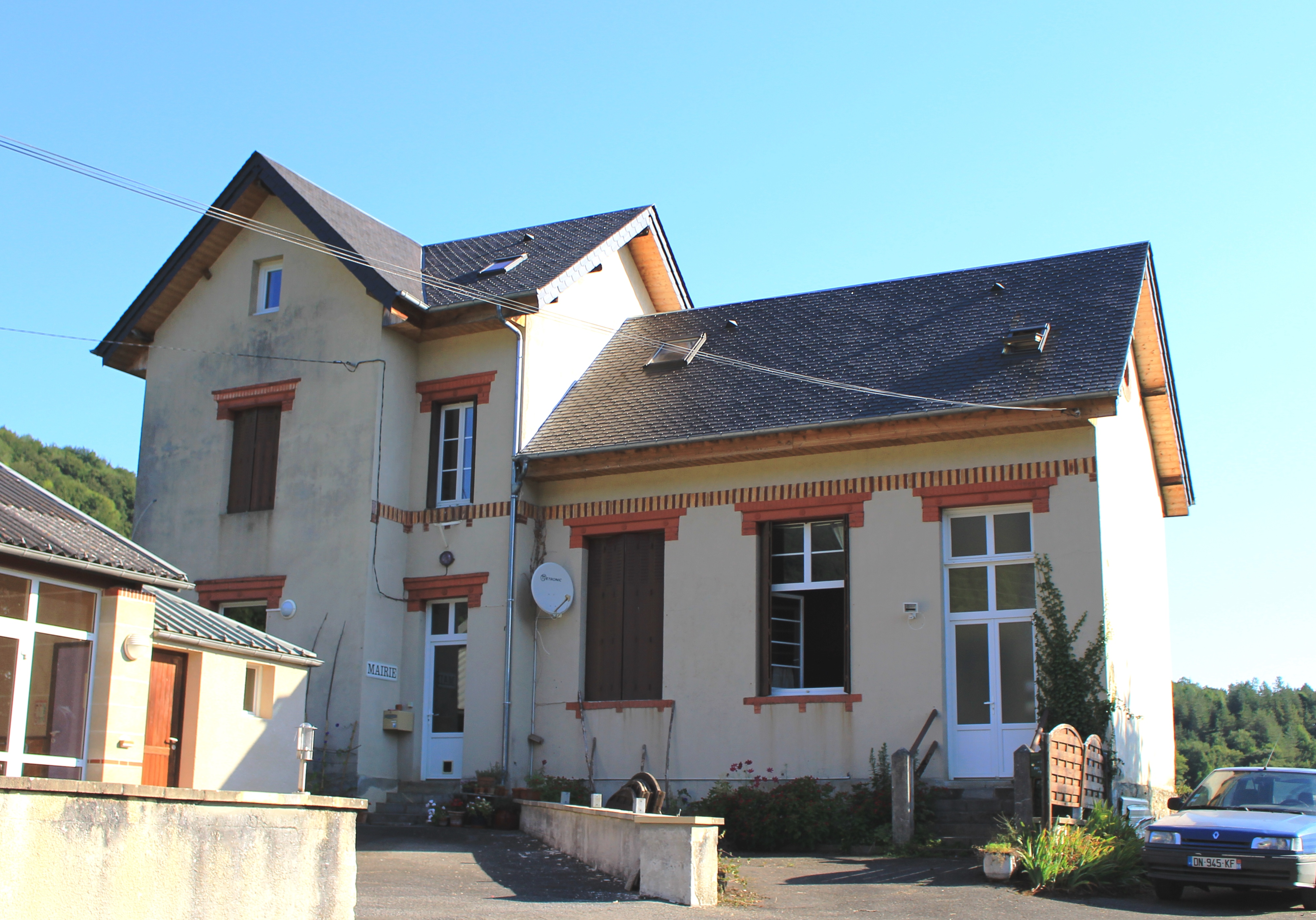
Rathaus (mairie)
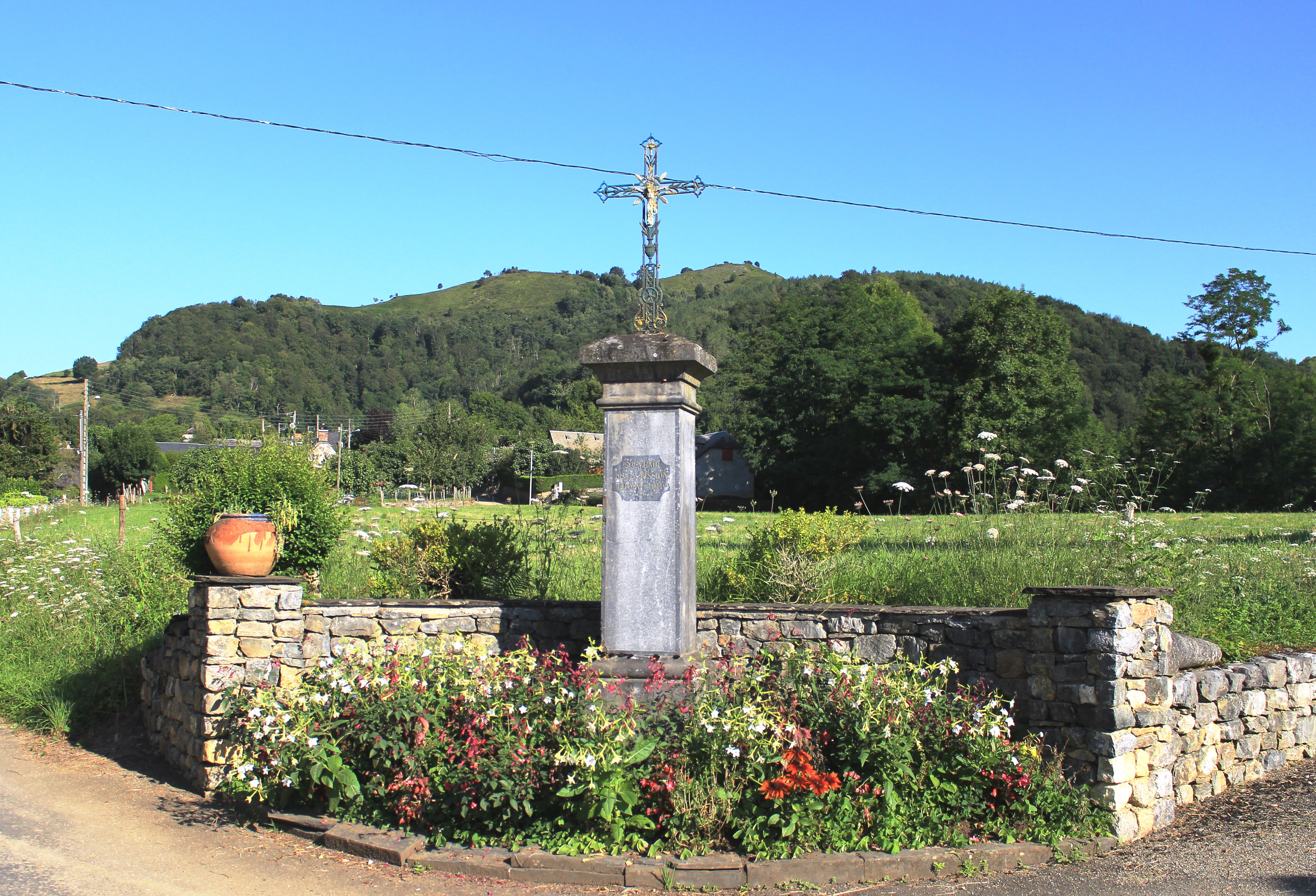
Wegkreuz
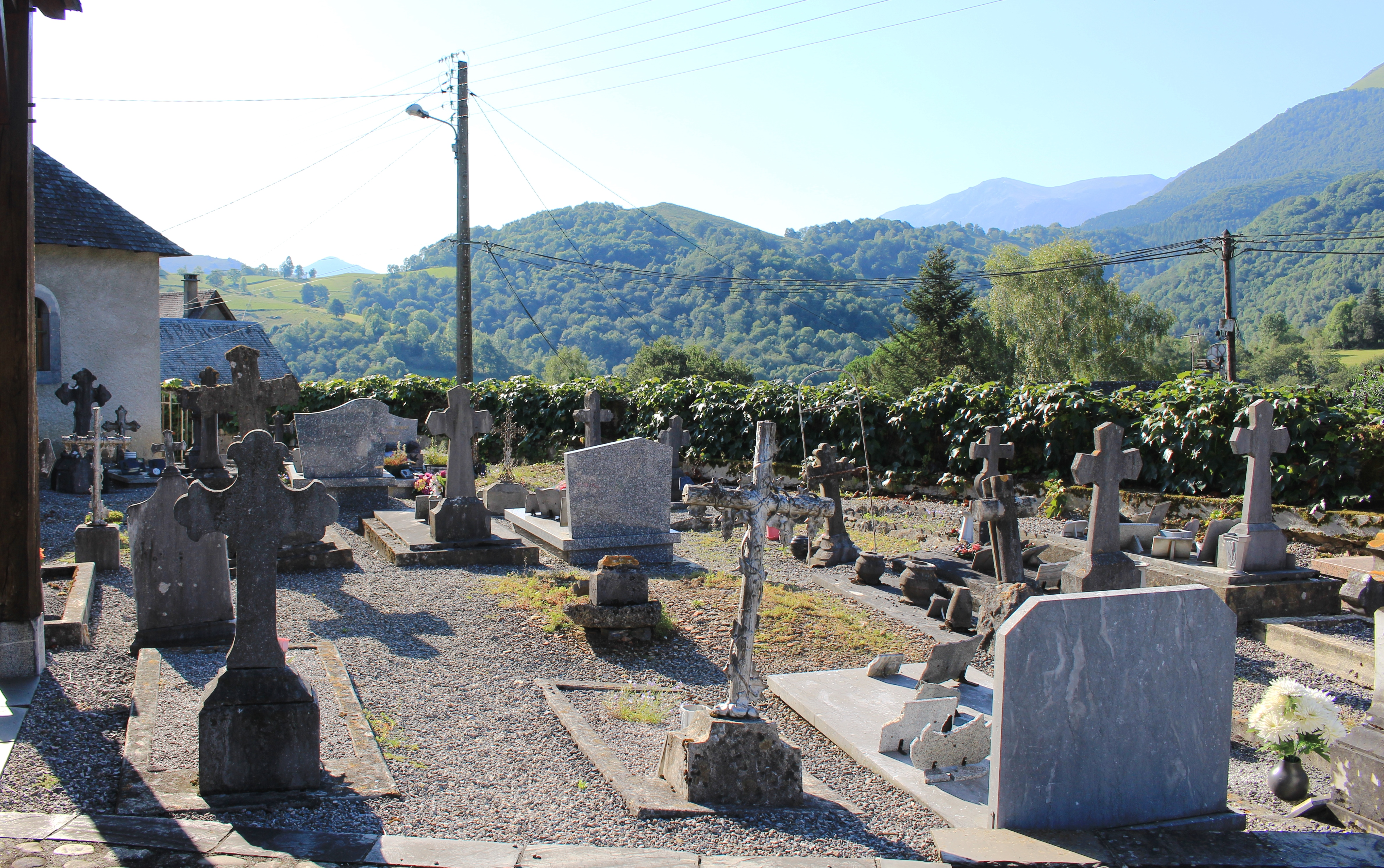
Friedhof
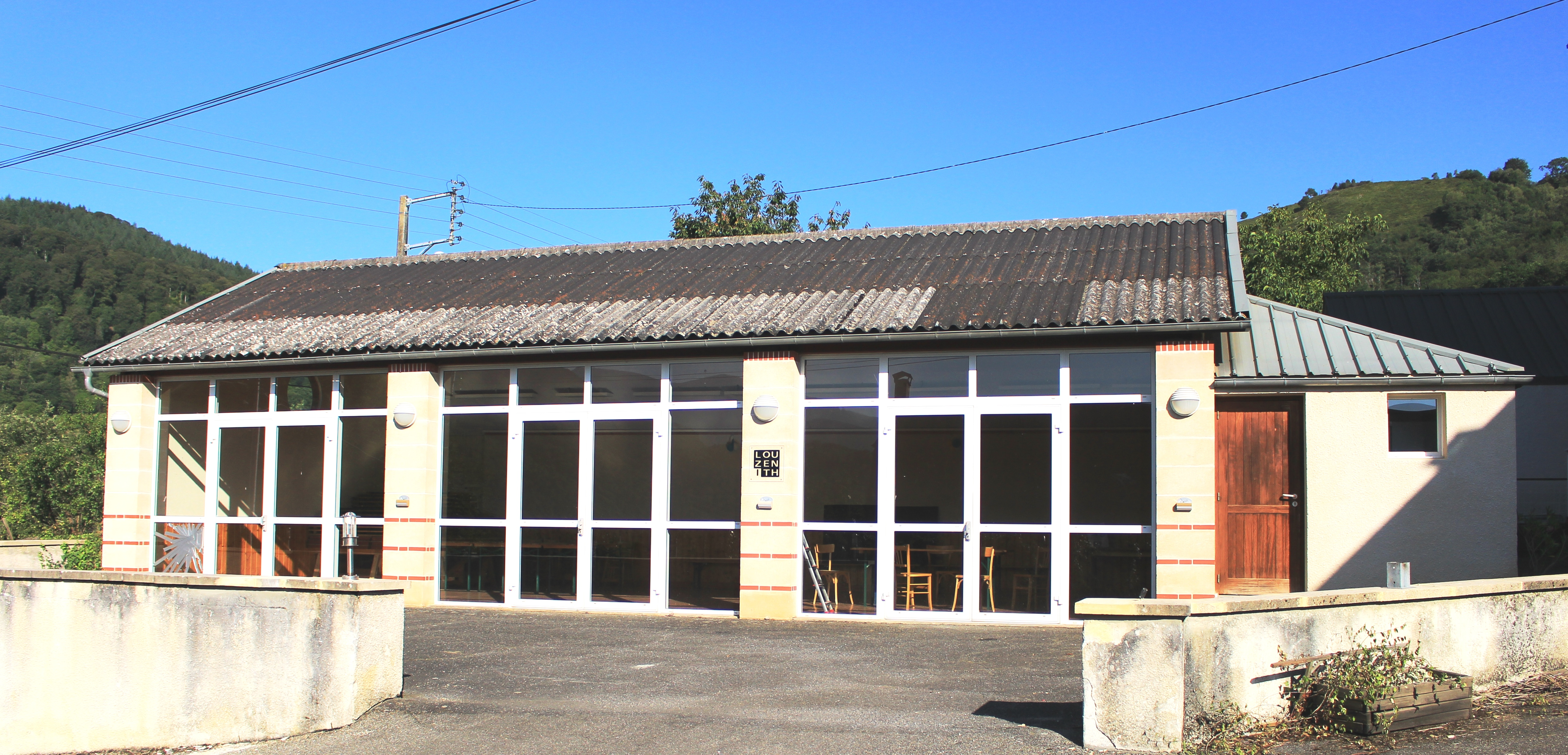
Gemeindefesthalle

## Wirtschaft und Infrastruktur
Marsas liegt in den Zonen AOC der Schweinerasse Porc noir de Bigorre und des Schinkens Jambon noir de Bigorre.

### Verkehr
Marsas wird von den Routes départementales 84 und 284 durchquert.